# Morgenkofel
Der Morgenkofel (3073 m s.l.m., italienisch Cima Mattina) ist ein Gipfel im westlichen Teil der Rieserfernergruppe. Er befindet sich unmittelbar nördlich des Mühlbacher Jöchls (2983 m s.l.m.), eines Übergangs zwischen dem Mühlbachtal im Südwesten und dem ins Reintal mündenden Gelttal im Osten. Während der Morgenkofel von Süden und Osten recht unnahbar scheint und steile Felsabstürze zeigt, wirkt die Westflanke des Berges weniger abschreckend. Von Südwesten, vom Mühlbachtal, zeigt er sich als breiter, das Talende beherrschender Felsrücken. 
Im Südosten befindet sich etwas mehr als einen halben Kilometer entfernt die Schwarze Wand (3105 m s.l.m.), von der der Morgenkofel durch das Mühlbacher Jöchl getrennt ist. Der nächste Gipfel im Kammverlauf Richtung Norden ist der ebenfalls höhere Wasserkopf (3135 m s.l.m.). Das gesamte Gebiet ist im Naturpark Rieserferner-Ahrn unter Schutz gestellt.

## Anstiegsmöglichkeiten
Der einfachste Anstieg führt von Südwesten durch das Mühlbachtal mit dem Ausgangspunkt oberhalb von Mühlbach, einer Fraktion der Gemeinde Gais. Der Anstiegsweg verläuft zunächst durch das Mühlbachtal vorbei an mehreren Almen. An der Oberwanger Alm (2027 m) zweigt der Weg östlich vom Anstiegsweg zur Großen Windschar ab und führt zunächst steil über begrünte Hänge hinauf in einen Boden und weiter in Richtung des Mühlbacher Jöchls. Auf einer Höhe von ungefähr 2550 m zweigt die Route vom Anstiegsweg zum Mühlbacher Jöchl ab und quert die Westflanke des Morgenkofels zunächst in nördliche Richtung. Später führt die Route wieder Richtung Osten entlang eines Rückens hinauf zum Gipfel des Morgenkofels. Die Route ist bis zum Gipfel, der ein Kreuz trägt, markiert.
Alternativ kann der Morgenkofel auch von der östlich gelegenen Rieserfernerhütte aus erreicht werden.